# منطقة الثورة
منطقة الثورة أو  منطقة الطبقة منطقة سورية إدارية تتبع محافظة الرقة ومركزها مدينة الثورة، بلغ تعداد سكان المنطقة 159,840 نسمة حسب التعداد السكاني لعام 2004.

## نواحي منطقة الطبقة
- ناحية مركز الطبقة
- ناحية المنصورة
- ناحية الجرنية